# Subdivisions des Kiribati
Pour un article plus général, voir géographie des Kiribati.

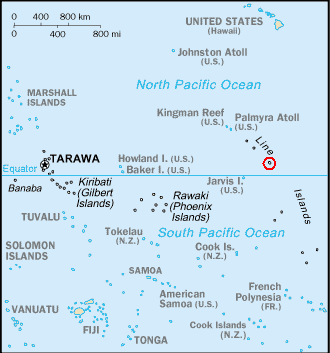
Les Kiribati

La constitution du 12 juillet 1979 ne subdivise pas la république des Kiribati en archipels ou districts mais donne la liste exhaustive des atolls (ensemble d'îles ou îlots) qui la composent, avec leur orthographe officielle ainsi que les variantes autorisées. Les îles de la Ligne et Phœnix sont toutefois regroupées administrativement sous la juridiction d'un seul ministère déconcentré (Line and Phoenix Group Development Ministry), basé à London Christmas.